# Централна Канада
Централна Канада (енгл. Central Canada, фр. Centre du Canada), је регион који се састоји од две највеће и најнасељеније канадске провинције: Онтарија и Квебека. Географски, они нису у центру Канаде, већ се преклапају са источном Канадом према истоку. Због своје велике популације, Онтарио и Квебек традиционално имају значајну количину политичке моћи у Канади, што је довело до одређене количине негодовања из других региона Канаде. Пре канадске Конфедерације, термин „Канада” се посебно и само односио на Централну Канаду. Данас се термин „Централна Канада” ређе користи од назива појединих провинција.

## Географија Централне Канаде
Уздужни центар Канаде пролази источно од Винипега, Манитоба, географски центар Канаде налази се у близини језера Бакер, у Нунавуту.
Пре стварања Конфедерације, регион познат као Канада био је оно што се сада зове Централна Канада. Јужни Онтарио се некада звао „Горња Канада”, а касније „Канада запад”, а јужни Квебек се звао „Доња Канада”, а касније „Канада исток”. Обе су биле део Уједињене провинције Канаде 1841. године.

## Становништво Централне Канаде
Заједно, ове две провинције имају око 23 милиона становника, што представља 62% становништва Канаде. Они су представљени у Доњем дому Канаде са 199 чланова парламента Онтарио: 121, Квебек: 78 од укупно 338. Јужни делови ове две провинције, посебно коридор Квебек град–Виндзор, су највише урбанизовани и индустријализована подручја Канаде, где се налазе два највећа града Канаде, Торонто и Монтреал и главни град Канаде, Отава.
Попис градских области, 2016 цензус
1. Торонто, ОН: 5.928.040
2. Монтреал, КЦ: 4.098.927
3. Регион главног града (Канада), Отава : 1.323.783
4. Квебек, КЦ: 800.296
5. Хамилтон, Онтарио: 747.545
6. Китченер, ОН: 523.894
7. Лондон, ОН: 494.069
8. Сент Кетринс–Ниагара, ОН: 406.074
9. Ошава, ОН: 379.848
10. Виндсор, ОН: 329.144
11. Шербрук, КЦ: 212.105
12. Бари, ОН: 197.059
13. Садбури, ОН: 164.689
14. Кингстон, ОН: 161.175
15. Сагне, КЦ: 160.980
16. Троа Ривјер, КЦ: 156.042
17. Гвелф, ОН: 151.984
18. Питерборо, ОН: 121.721
19. Брантфорд, ОН: 134.203
20. Тандер Беј, ОН: 121.621
21. Белвил, ОН: 103.472